# Bigben Interactive
Cet article possède un paronyme, voir Big Ben (homonymie).
Bigben Interactive est une entreprise française cofondée en 1981 par Alain Falc et Guilaine Ringard. Basée à Lesquin, près de Lille, elle est aujourd’hui spécialisée dans la distribution d'accessoires pour consoles de jeux vidéo, ainsi que dans la distribution de jeux vidéo en Europe. La société est cotée à la bourse de Paris.

## Historique

### Origine

L’histoire de Bigben Interactive a commencé sur les marchés des villes du Nord de la France, en 1981. Alain Falc, l’actuel PDG, et Guilaine Ringard ont débuté en vendant des montres avant de se tourner vers les produits électroniques.
Le marché mondial du jeu vidéo étant dans sa seconde phase de croissance à cette période, l’entreprise s’est concentrée sur les produits électroniques en 1993. Bigben Interactive signe alors des contrats de distribution avec les principaux éditeurs de jeux vidéo et vend des produits en tant que distributeur officiel non exclusif.
Alain Falc a progressivement investi dans la conception et la fabrication de ses propres accessoires pour consoles de jeux vidéo : cartes-mémoires, manettes (numérique/analogique/infrarouge), volants, câbles, etc.

### Développement
Dans le même temps, Alain Falc se lance dans la distribution exclusive de logiciels de jeux vidéo. Toujours grossiste, Bigben Interactive signe des contrats européens et régionaux avec plusieurs éditeurs.[Qui ?] L’accord signé avec Sega en mars 2001 pour la reprise de l’intégralité du format Dreamcast en Europe, y compris toutes les versions de logiciels en cours, reste l’accord le plus important conclu par l’entreprise.
Bigben Interactive est devenu un acteur majeur de l’industrie des jeux vidéo sur les principaux marchés européens. Avec une part de marché de 32 % en France pour les périphériques de consoles[Quand ?], l’entreprise possède un leadership sur son propre marché et une forte présence en Europe, résultat de son expansion à l’étranger initiée avec :
- l’acquisition en 1999 du leader au Benelux pour la distribution exclusive de logiciels de jeux vidéo, la société Atoll Soft (basée à Tubize, à proximité de Bruxelles) ;
- la reprise en avril 2000 de Planet Distribution, le grossiste leader indépendant britannique de jeux-vidéo (aujourd’hui basé à Eastleigh, à proximité de Southampton) ;
- et la création en avril 2000 d’une filiale en Allemagne (basée à Bergheim, à proximité de Cologne).

Ce réseau international est complété par l’ouverture d’une structure de recherche et développement à Hong Kong, en avril 2000.
Toutefois, à partir de 2003, la période de croissance prend fin et Bigben Interactive doit recentrer ses efforts sur les produits de son activité principale, la distribution de logiciels et les accessoires.
L’aide apportée par de nouveaux partenaires financiers tels que la Deutsche Bank et MI 29, un fonds d’investissement français qui est devenu son principal actionnaire fin 2006 après la conversion des deux tiers de la dette bancaire de l’entreprise en capital, a donné un nouvel élan au groupe, lui permettant de terminer son exercice le 31 mars 2007 avec un équilibre ou un profit sur tous les territoires.
Courant 2005, Bigben Interactive signe un contrat de licence avec Microsoft pour développer une gamme de périphériques pour la console et le système de divertissement Xbox 360 de Microsoft.
Bigben Interactive signe, en novembre 2006, un accord de licence européen avec Nintendo pour développer une gamme complète d’accessoires pour la console de jeux vidéo Wii. Les premiers produits à sortir sont des boîtiers interactifs, comme les clubs de golf et les volants, ainsi qu’une protection en silicone permettant aux joueurs de protéger leurs Wiimote et leur Nunchuk.
Bigben Interactive compte, en septembre 2006, 237 employés. Le chiffre d’affaires consolidé à la fin de l’exercice 2007-2008 s’élève à 84,2 M€. En mars 2011, le groupe affiche un chiffre d’affaires de 101,3 millions d’euros et compte 170 salariés.
En mars 2011, Bigben Interactive complète également sa gamme d’accessoires en signant un accord de distribution avec Turtle beach, la société américaine réputée pour ses casques audio haut de gamme.
Bigben Interactive devait sortir, en mai 2018, le successeur de Top Spin 4 : Tennis World Tour. Le jeu est descendu par la critique, noté notamment 3/10 par Gamekult, Bigben ayant par ailleurs avoué avoir mis en vente un soft non fini.
Le 14 mai 2018, Bigben Interactive rachète le studio français Cyanide.
Le 25 juillet 2019, Bigben Interactive rachète Spiders, alors à quelques mois de sortir le titre Greedfall.
Le 4 septembre 2019, Bigben Interactive fonde une filiale autonome dénommée Nacon pour la distribution d'accessoires et l'édition des prochains jeux du groupe.

## Actionnaires
| Nom                                       |       |
| ----------------------------------------- | ----- |
| Bolloré                                   | 20,3% |
| Alain Falc                                | 13,4% |
| Quaero Capital                            | 8,69% |
| Natixis Investment Managers International | 2,39% |
| Oddo BHF Asset Management                 | 1,94% |
| Portzamparc Gestion                       | 1,90% |
| Amundi Asset Management                   | 1,52% |
| Dimensional Fund Advisors                 | 1,43% |
| Amilton Asset Management                  | 0,87% |
| Tocqueville Finance                       | 0,75% |

## Filiales
- Nacon (branche jeu vidéo), gérant et éditant les productions des studios de développement suivants :
  - Cyanide
  - Eko Software
  - Kylotonn
  - Spiders
  - Passtech Games
  - Neopica
  - Big Ant Studios
  - Crea-ture Studios
  - Ishtar Games
  - Daedalic Entertainment